# Jean-Marie de Lanessan

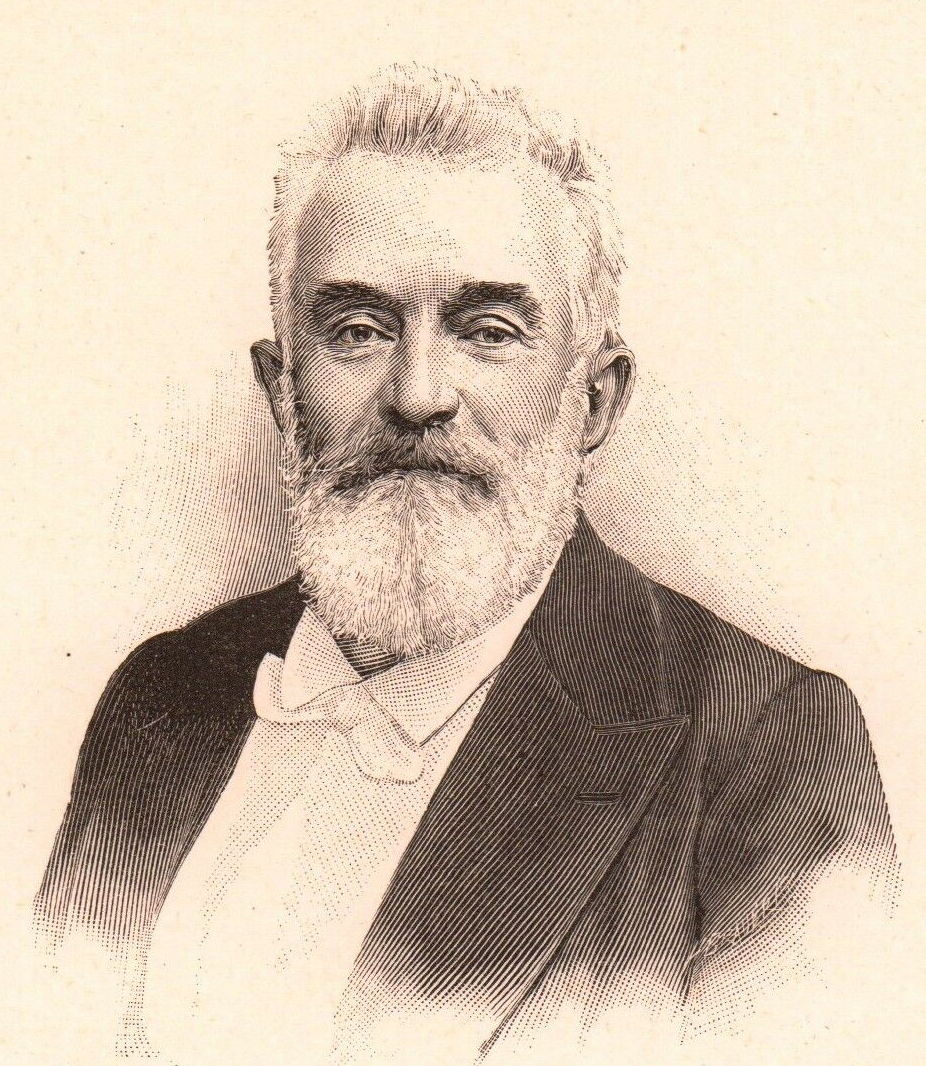
Jean Marie Antoine de Lanessan.

Jean-Marie de Lanessan (1843-1919) là một nhà tự nhiên học, bác sĩ, chính trị người Pháp. Ông giữ chức toàn quyền Đông Dương từ tháng 6 năm 1891 đến tháng 12 năm 1894.
Jean-Marie de Lanessan sinh ở Saint-Andre-de-Cubzac (Gironde) ngày 13 tháng 7 năm 1843 và qua đời ở Écouen (Val-d'Oise) ngày 7 tháng 11 năm 1919.
Ông là một giáo sư tại Đại học khoa học Paris, nắm giữ các chức vụ toàn quyền Đông Dương (1891-1894), bộ trưởng bộ hải quân trong nội các Waldeck-Rousseau (1899-1902).
Sau khi tốt nghiệp đại học y khoa tại Bordeaux, De Lanessan học tiếp ở trường hải quân Rochefort, nơi ông làm trợ lý bác sĩ phẫu thuật. Ông có tám năm làm bác sĩ cho hải quân lênh đênh trên các bờ biển châu Phi và Đông Dương. Sau đó ông nộp đơn xin vào hạm đội Baltic của hải quân Pháp nhưng bị từ chối. Năm 1870, De Lanessan rời khỏi lực lượng hải quân. Thời gian từ 1870 đến 1876, ông tập trung cho nghiên cứu y học và tự nhiên học tại Paris.
Năm 1879, ông bắt đầu hoạt động trên chính trường, đầu tiên là với tư cách một ứng cử viên độc lập ở hội đồng thành phố Paris. Năm 1891, De Lassane được bổ nhiệm làm toàn quyền Đông Dương. Ông chính là người tổ chức và hoàn tất việc bình định Bắc Kỳ. Năm 1894, ông trở lại Pháp và ra tranh cử ở Lyon.

## Các tác phẩm chính
- Étude sur le Genre Garcinia (Clusiacées) et sur l'origine et les propriétés de la gomme-gutte (Nghiên cứu về chi Garcinia (Clusiaceae), nguồn gốc và tính chất của nhựa Campuchia (nhựa thuốc vẽ)), luận án tiến sĩ (1872) Văn bản trực tuyến
- Du protoplasma végétal (Nguyên sinh chất của thực vật), luận văn (1876)
- Manuel d'histoire naturelle médicale (4 volumes, 1879-1882)
- La Matière, la vie et les êtres vivants (Vật chất, sự sống và sinh vật) (1879)
- Étude sur la doctrine de Darwin: la lutte pour l'existence et l'association pour la lutte (1881)
- Traité de zoologie. Protozoaires (Chuyên luận về động vật học. Động vật nguyên sinh) (1882)
- La Botanique (Thực vật học) (1883)
- Le Transformisme: évolution de la matière et des êtres vivants (Thuyết biến hình: Sự tiến hóa của vật chất và sinh vật) (1883) Văn bản trực tuyến
- Flore de Paris (phanérogames et cryptogames), contenant la description de toutes les espèces utiles ou nuisibles, avec l'indication de leurs propriétés (1884)
- L'Église et l'État, conférence sur la séparation de l'Église et de l'État, faite à Chaumont; et Lettres sur le Concordat, adressées aux lecteurs de la Gazette des travailleurs, suivies du texte du Concordat et des articles organiques (1884) Văn bản trực tuyến
- Introduction à la botanique. Le sapin (1885) Văn bản trực tuyến
- L'Expansion coloniale de la France: étude économique, politique et géographique sur les établissements français d'outre-mer (1886) Văn bản trực tuyến
- Les Plantes utiles des colonies françaises (1886)
- La Tunisie (1887) Văn bản trực tuyến
- L'Indo-Chine française, étude politique, économique et administrative sur la Cochinchine, le Cambodge, l'Annam et le Tonkin (1889)
- La Marine française au printemps de 1890 (1890)
- La Colonisation française en Indo-Chine (1895) Văn bản trực tuyến
- La Morale des philosophes chinois: extraite des livres classiques de la Chine et de l'Annam (1896)
- Principes de colonisation (1897) Văn bản trực tuyến
- La République démocratique: études sur la politique intérieure, extérieure et coloniale de la France (1897) Văn bản trực tuyến
- Le Programme maritime de 1900 à 1906 (1902)
- La Lutte pour l'existence et l'évolution des sociétés (1903) Văn bản trực tuyến
- La Concurrence sociale et les devoirs sociaux (1904) Văn bản trực tuyến
- La Morale des religions (1905)
- Les Enseignements maritimes de la guerre russo-japonaise (1905)
- L'État et les Églises en France, depuis les origines jusqu'à la séparation (1906)
- Les Missions et leur protectorat (1907)
- L'Éducation de la femme moderne (1908)
- La Morale naturelle (1908) Văn bản trực tuyến
- Le Bilan de notre marine (1909)
- La Lutte contre le crime (1910)
- Nos Forces navales: répartition et reconstitution (1911)
- La Répartition des flottes européennes et les obligations de la marine française (1912) Văn bản trực tuyến
- Nos Forces militaires (1913)
- La Crise de la République (1914) Văn bản trực tuyến
- Notre Défense maritime (1914)
- Transformisme et créationisme: contribution à l'histoire du transformisme depuis l'Antiquité à nos jours (1914)
- L'Empire germanique sous la direction de Bismarck et de Guillaume II (1915) Văn bản trực tuyến
- Les Empires germaniques et la politique de la force, introduction à la guerre de 1914 (1915)
- Pourquoi les Germains seront vaincus (1915)
- Histoire de l'entente cordiale franco-anglaise: les relations de la France et de l'Angleterre depuis le XVIe siècle jusqu'à nos jours (1916) Văn bản trực tuyến
- L'Idéal moral du matérialisme et la guerre (1918)

Dịch thuật
- Friedrich A. Flückiger: Histoire des drogues d'origine végétale (2 volumes, 1878)
- August Mojsisovics (Edler von Mojsvar): Manuel de zootomie, guide pratique pour la dissection des animaux vertébrés et invertébrés (1881)
- Friedrich Otto Wünsche: Flore générale des champignons (1883)